# Енріко Летта
Енріко Летта (італ. Enrico Letta; нар. 20 серпня 1966, Піза, Тоскана, Італія) — італійський політик, заступник секретаря Демократичної партії. Голова Ради Міністрів Італії від 24 квітня 2013 до 14 лютого 2014 року.

## Біографія
Народився в Пізі, закінчив в 1994 році Пізанський університет (спеціалізація з політології) і Школу досліджень Святої Анни, де отримав 2001 року ступінь доктора філософії за законодавством Європейського Союзу. Протягом тривалого часу займався наукою, працював професором у приватному Університеті Карло Каттанео в Кастелланца (2001—2003), Школі досліджень Святої Анни (2003), запрошеним професором в Вищій комерційній школі Парижа (2004).
Дядя Енріко, Джанні Летта, був одним з високопоставлених помічників Сільвіо Берлусконі. Енріко Летта зайнявся політичною діяльністю з початку 1990-х років: був президентом Молоді Європейської народної партії (YEPP) у 1991—1995 роках. У 1994 році вступив в Італійську народну партію, де зробив швидку кар'єру, ставши в 1997 році заступником секретаря (керівника) партії у віці 32 років, а в 1998 році був призначений міністром у справах Євросоюзу в кабінеті Массімо Д'Алема. На парламентських виборах 2001 року був вперше обраний до палату депутатів від партії Маргаритка: Демократія — це свобода.
З 2004 по 2006 рік він був депутатом Європарламенту, в Європейському парламенті входив до групи Альянсу лібералів і демократів за Європу і Комітет з економічних та валютних питань. У 2006 році залишив Європарламент і зайняв посаду секретаря Ради міністрів у другому кабінеті Романо Проді.
Є одним із засновників Демократичної партії, в 2007 році на виборах керівництва партії Летта зайняв третє місце з 11 % голосів. З 2009 року є заступником секретаря (керівника) партії П'єра Луїджі Берсані.
24 квітня 2013 президент країни Джорджо Наполітано запропонував Енріко Летта очолити уряд Італії, щоб покласти кінець кризової ситуації, що склалася після виборів 24-25 лютого 2013.
27 квітня 2013 Енріко Летта представив президенту країни Джорджо Наполітано новий склад уряду, до якого входить 7 жінок. Наступного дня уряд було приведено до присяги.
13 лютого 2014 Енріко Летта подав у відставку з посади прем'єра після того, як його однопартієць Маттео Ренці зумів заручитися підтримкою Демократичної партії щодо створення нового уряду. Наступного дня відставка були прийнята президентом країни.

### Подальша кар'єра
23 липня 2015 року Палата депутатів затвердила заяву Летта про відмову від свого мандата, після чого він поїхав до Франції і почав викладати в Паризькому інституті політичних досліджень.
У березні 2017 року оголосив про підтримку кандидатури чинного міністра юстиції Андреа Орландо на майбутніх виборах нового лідера Демократичної партії, призначених через відставку Маттео Ренці.
14 березня 2021 року обраний національним секретарем Демократичної партії на засіданні Національної асамблеї ДП (860 голосів «за», 2 — «проти», четверо утрималися)

## Сім'я
Одружений, має 3 дітей.